# Sjeverni mofu jezik
Sjeverni mofu jezik (douvangar, mofu-douvangar, mofu-nord, north mofu; ISO 639-3: mfk), čadski jezik podskupine biu-mandara, kojim govori 27 500 ljudi (1982 SIL) u kamerunskoj provinciji Far North.
Postoje dva dijalekta, douroun (mofu de douroum, durum) i wazan (wazang).

## Vanjske poveznice
- Ethnologue (14th)
- Ethnologue (15th)